# Corpus Christi Football Club
O Corpus Christi FC é um clube americano de futebol  com sede em Corpus Christi, Texas, que compete na Divisão Sul da USL League Two . O clube foi fundado em 2017. A equipe joga seus jogos em casa no Jack A. Dugan Family Soccer and Track Stadium. As cores da equipe são azul e branco. 

## História
Corpus Christi foi premiado com uma franquia de expansão pela Premier Development League em outubro de 2017.  A equipe começou a jogar na temporada da PDL de 2018 . 

## Estatísticas

### Participações
|  | Participações em 2020 |

| Competição     | Competição               | Temporadas | Melhor campanha  | Estreia | Última | P | R |
| Estados Unidos | Lamar Hunt U.S. Open Cup | 1          | Estreante (2020) | 2020    | 2020   |   | – |